# سفارة الولايات المتحدة في جورجيا
سفارة الولايات المتحدة في جورجيا هي أرفع تمثيل دبلوماسي لدولة الولايات المتحدة لدى جورجيا. تقع السفارة في تبليسي وهي تهدف لتعزيز المصالح الأمريكية في جورجيا.

## وصلات خارجية
- قائمة سفارات الولايات المتحدة
- قائمة السفارات في جورجيا